# NexGen
NexGen, Inc. va ser una empresa privada de semiconductors amb seu a Milpitas, Califòrnia, que va dissenyar microprocessadors x86 fins que va ser comprada per AMD el 1996. NexGen era una casa de disseny sense fables que va dissenyar els seus xips, però confiava en altres empreses per a la producció. Els xips de NexGen van ser produïts per la divisió de microelectrònica d'IBM a Burlington, Vermont, juntament amb peces de PowerPC i DRAM.

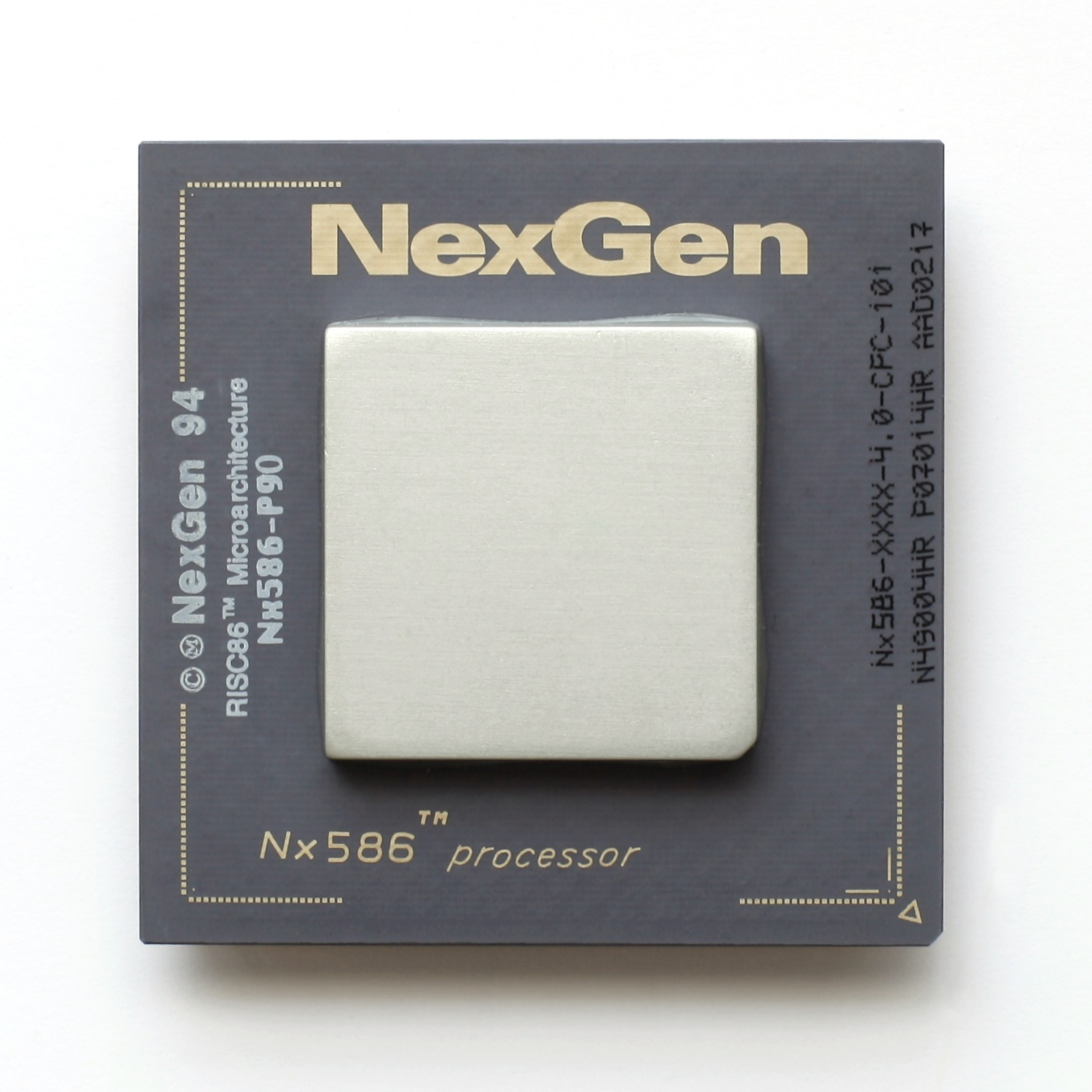
Un processador NexGen Nx586.

L'empresa era més coneguda per la implementació única de l'arquitectura x86 als seus processadors. Les CPU de NexGen es van dissenyar de manera molt diferent d'altres processadors basats en el conjunt d'instruccions x86 de l'època: el processador traduiria el codi dissenyat per executar-se a l'arquitectura x86 tradicionalment basada en CISC per executar-se a l'arquitectura RISC interna del xip. L'arquitectura es va utilitzar en xips AMD posteriors com el K6, i fins a cert punt la majoria dels processadors x86 actuals implementen una arquitectura "híbrida" similar a les utilitzades en els processadors de NexGen.
Va sortir a borsa el 1994 i va ser comprat per AMD el 1995 per 850 milions de dòlars. La tecnologia forma l'arquitectura de la plataforma per a tots els microprocessadors actuals d'AMD. Va ser una start-up inusual a la seva època, ja que el finançament original provenia d'inversors corporatius, Compaq i Olivetti, als quals es va unir en una ronda posterior la firma de capital risc Kleiner Perkins.

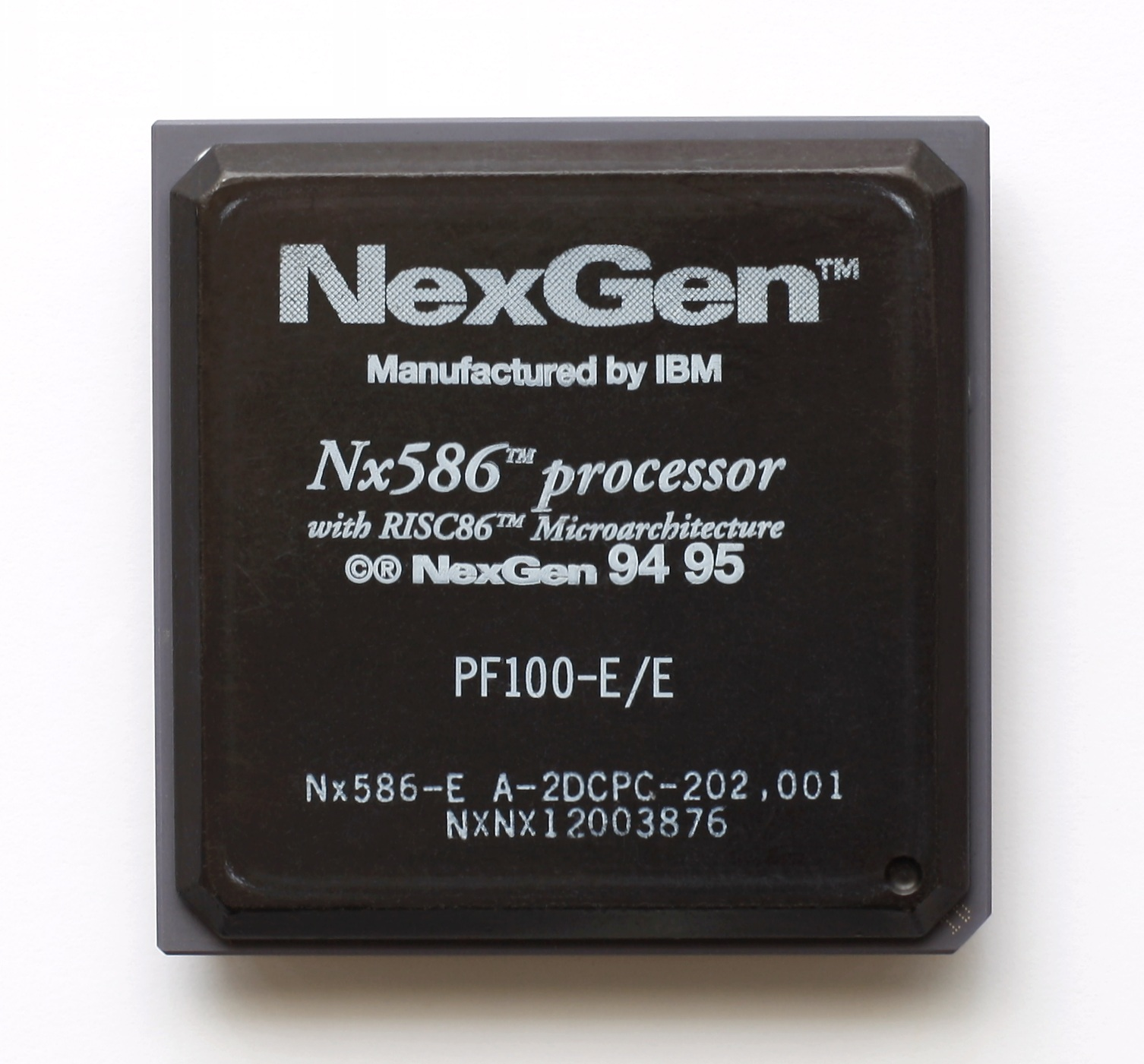
Un processador NexGen Nx586PF.

## Història
L'empresa va ser fundada l'any 1986 per Thampy Thomas, sent finançada per Compaq, ASCII i Kleiner Perkins. El seu primer disseny estava dirigit a la generació de processadors 80386. Però el disseny era tan gran i complicat que només es podia implementar amb vuit xips en comptes d'un i quan ja estava llest, la indústria havia passat a la generació 80486.
El seu segon disseny, la CPU Nx586, es va introduir el 1994, va ser la primera CPU que va intentar competir directament contra el Pentium d'Intel, amb les seves CPU Nx586-P80 i Nx586-P90. A diferència dels xips competidors d'AMD i Cyrix, el Nx586 no era compatible amb pins amb el Pentium o cap altre xip Intel i requeria la seva pròpia placa base i chipset personalitzats basats en NxVL. NexGen va oferir tant una placa base VLB com una placa base PCI per als xips Nx586.

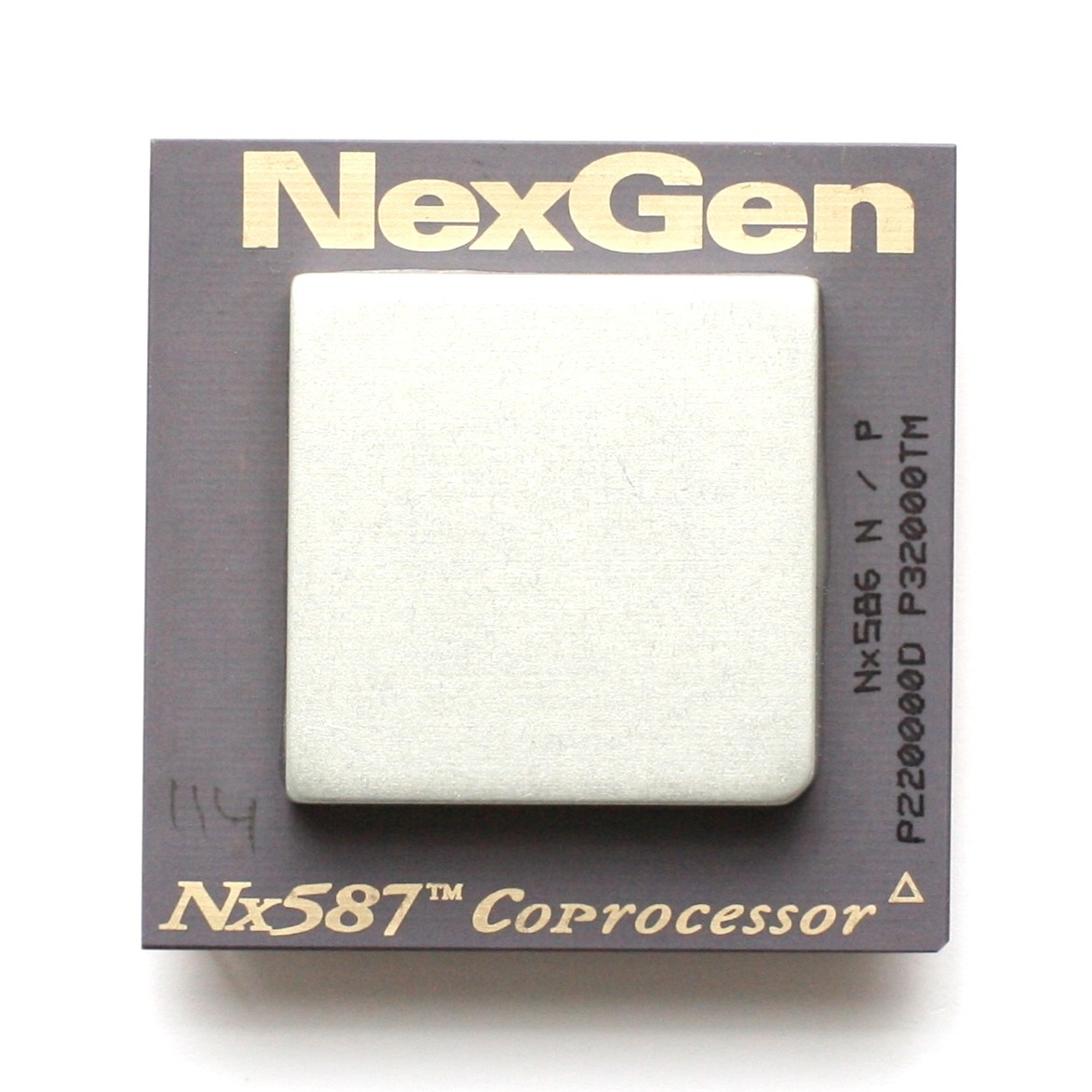
Una FPU NexGen Nx587.

Igual que les CPU posteriors de classe Pentium d'AMD i Cyrix, rellotge per rellotge era més eficient que el Pentium, de manera que el P80 funcionava a 75 MHz i el P90 funcionava a 83,3 MHz. Malauradament per a NexGen, va mesurar el seu rendiment en relació amb un Pentium utilitzant un chipset primerenc; les millores incloses al primer chipset Triton d'Intel van augmentar el rendiment del Pentium en relació amb el Nx586 i NexGen va tenir dificultats per mantenir-se al dia. A més, els ordinadors van identificar l'Nx586 com un processador 80386; com a resultat, moltes aplicacions que requereixen un processador més ràpid que un 386 no funcionaran tret que el programari d'identificació de la CPU estigui actiu. A diferència del Pentium, l'Nx586 no tenia cap coprocessador matemàtic integrat; un Nx587 opcional va proporcionar aquesta funcionalitat.
AMD va comprar NexGen quan el xip K5 d'AMD no va complir les expectatives de rendiment i vendes. Alguns clients de NexGen fins i tot van rebre CPU AMD K5 gratuïtes amb plaques base a canvi d'enviar el seu maquinari NexGen.
El desenvolupament del successor intern d'AMD K5 es va aturar a favor de continuar amb els dissenys Nx686 de NexGen, i finalment es va convertir en K6.